# Église Saint-Jacques-le-Majeur de Bernouil
Pour les articles homonymes, voir Église Saint-Jacques-le-Majeur.
L'église de Bernouil est une église située à Bernouil, en France.

## Localisation
L'église est située dans le département français de l'Yonne, sur la commune de Bernouil.

## Description
Cette église est construite entre 1634 et 1643, selon un plan quadrilobé (4 segments de cercles).

## Historique
L'édifice est classé au titre des monuments historiques par arrêté du 25 juin 1979.